# Хадбаатарын Мунхбаатар
Хадбаатарын Мунхбаатар (род. 12 октября 1981) — монгольский спортсмен, участвовавший в соревнованиях по трём видам борьбы (самбо, дзюдо, монгольская борьба), серебряный призёр первенства мира по самбо среди юниоров 2001 года, бронзовый призёр соревнований летних Азиатских игр 2010 года по дзюдо, бронзовый призёр чемпионата мира по самбо 2008 года, многократный чемпион Монголии по национальной борьбе. По дзюдо выступал в тяжёлой (свыше 100 кг) и абсолютной весовых категориях.